# Mantitheus taiguensis
Mantitheus taiguensis é uma espécie de coleóptero da tribo Philiini (Philinae). Com distribuição restrita à província de Shaanxi (China).

## Sistemática
- Ordem Coleoptera
  - Subordem Polyphaga
    - Infraordem Cucujiformia
      - Superfamília Chrysomeloidea
        - Família Vesperidae
          - Subfamília Philinae
            - Tribo Philiini
              - Gênero Mantitheus
                - M. taiguensis (Chiang & Wu, 2000)